# Daniel Awde
Daniel James Awde  (né le 22 juin 1988 à Hammersmith) est un athlète britannique, spécialiste du décathlon, puis du 400 mètres à partir de 2014.

## Biographie

### Palmarès
| Date | Compétition                       | Lieu      | Résultat | Épreuve   | Temps        |
| ---- | --------------------------------- | --------- | -------- | --------- | ------------ |
| 2010 | Jeux olympiques                   | Pékin     | 20e      | Décathlon | 7 516 pts    |
| 2014 | Championnats d'Europe par équipes | Brunswick | 3e       | 400 m     | 46 s 10      |
| 2014 | Jeux du Commonwealth              | Glasgow   | 1er      | 4 × 400 m | 3 min 0 s 46 |

### Records
| Épreuve | Performance | Lieu         | Date            |
| ------- | ----------- | ------------ | --------------- |
| 400 m   | 44 s 84     | Loughborough | 19 juillet 2014 |